# Kościół Świętych Apostołów Piotra i Pawła w Gowarczowie
Kościół Świętych Apostołów Piotra i Pawła w Gowarczowie – rzymskokatolicki kościół parafialny znajdujący się w mieście Gowarczów, w województwie świętokrzyskim. Należy do dekanatu koneckiego diecezji radomskiej.

## Historia

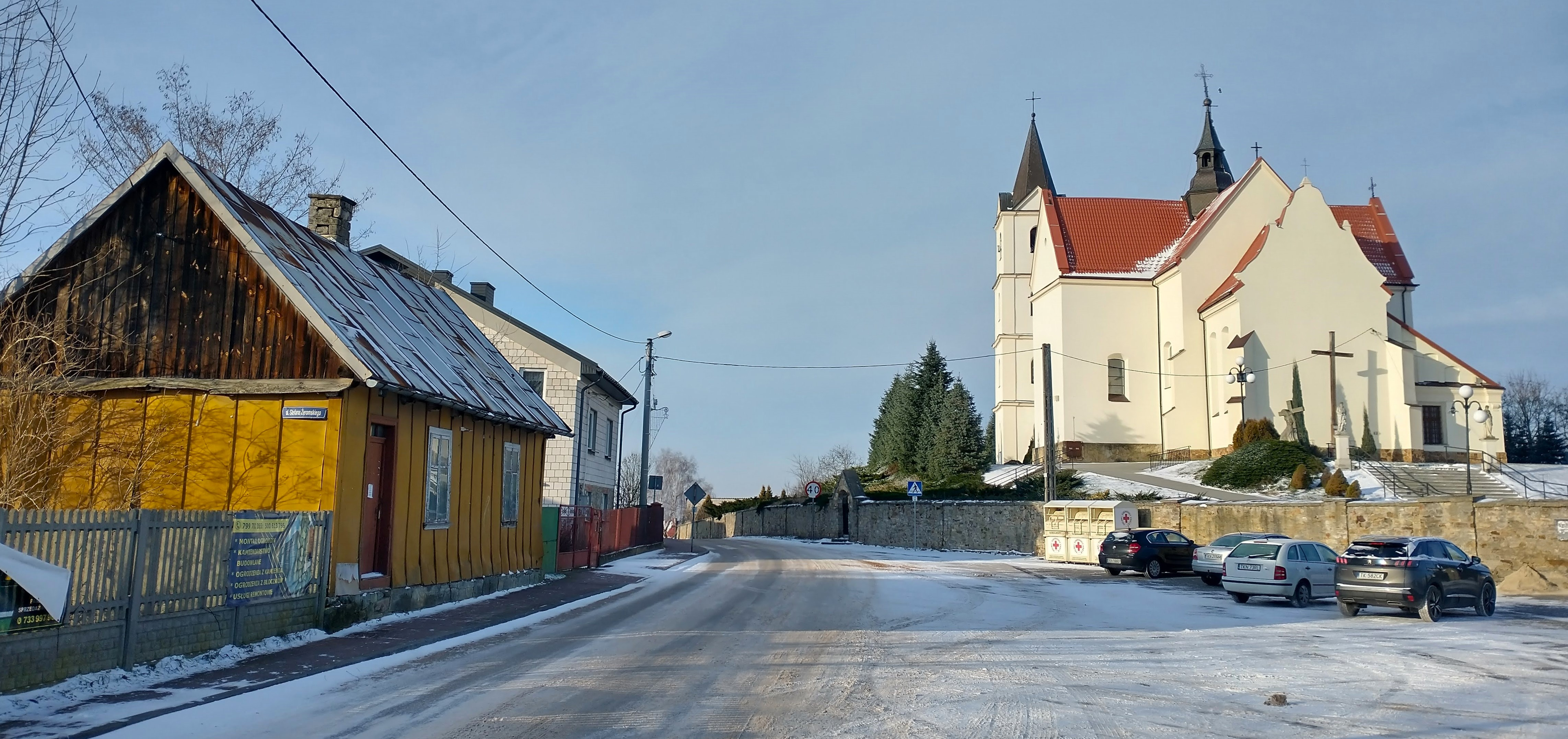
Widok z ul. Zamkowej

Pierwotna świątynia murowana wzmiankowana jest w 1511 roku. Najstarszą częścią budowli jest krótkie, prostokątne gotyckie prezbiterium. W 1640 roku kościół został rozbudowany o dwie kwadratowe kaplice od strony północnej i południowej dzięki staraniom Aleksandra i Zofii Korycińskich. W tym samym roku powstała również przybudówka zakrystyjna. W 1767 roku świątynia spłonęła. Obecna budowla została wzniesiona w 1774 roku dzięki staraniom Józefa Jabłonowskiego. Świątynia została konsekrowana przez biskupa Ignacego Kozierowskiego, sufragana gnieźnieńskiego w 1778 roku. Budowla została odnowiona w 1843 roku. W latach 1902–1904 świątynia została znacznie rozbudowana dzięki staraniom księdza Antoniego Czarkowskiego. Wybudowane zostały wtedy dwie wieże o czterech kondygnacjach od strony zachodniej.

## Galeria

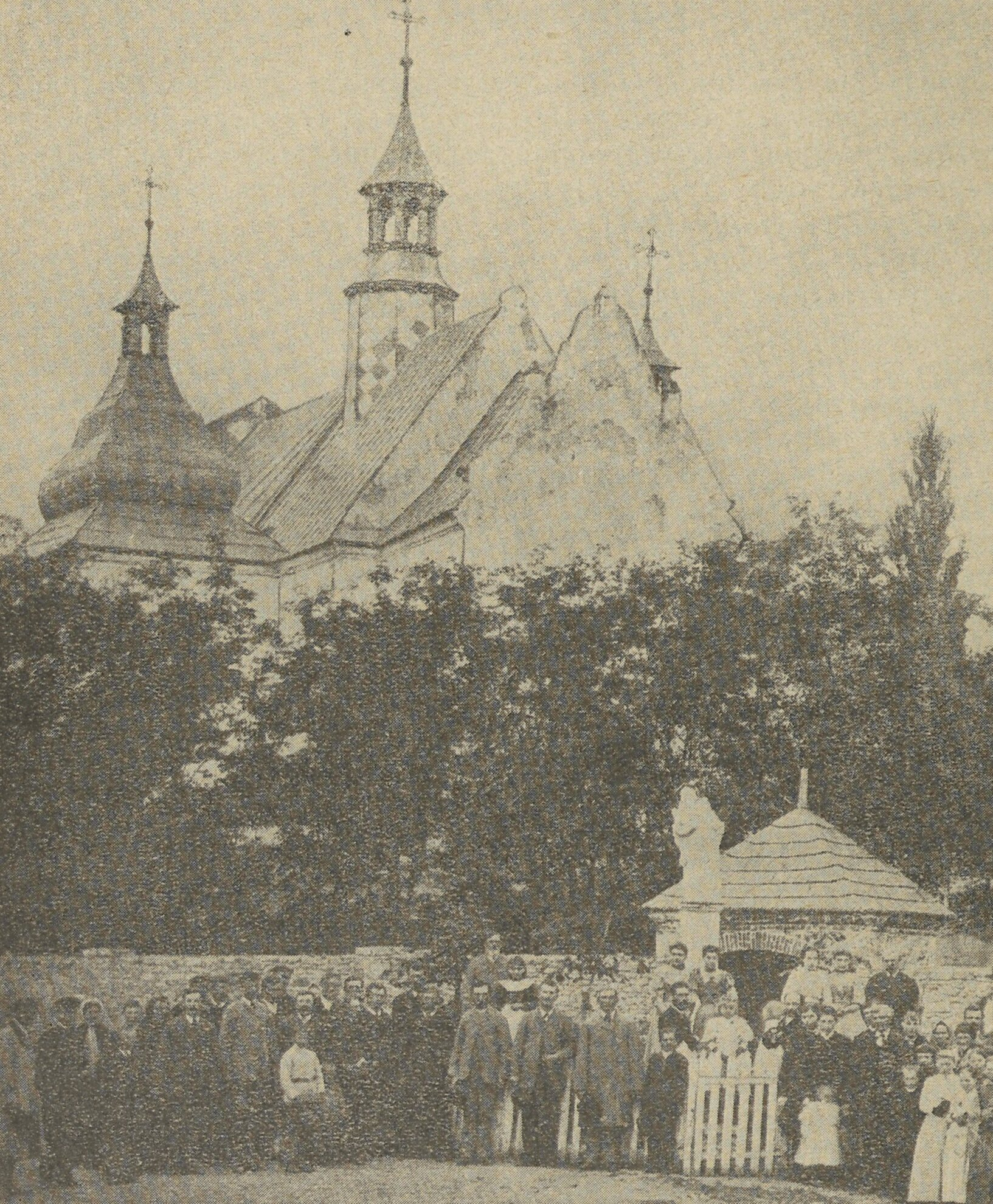
Widok kościoła przed 1904
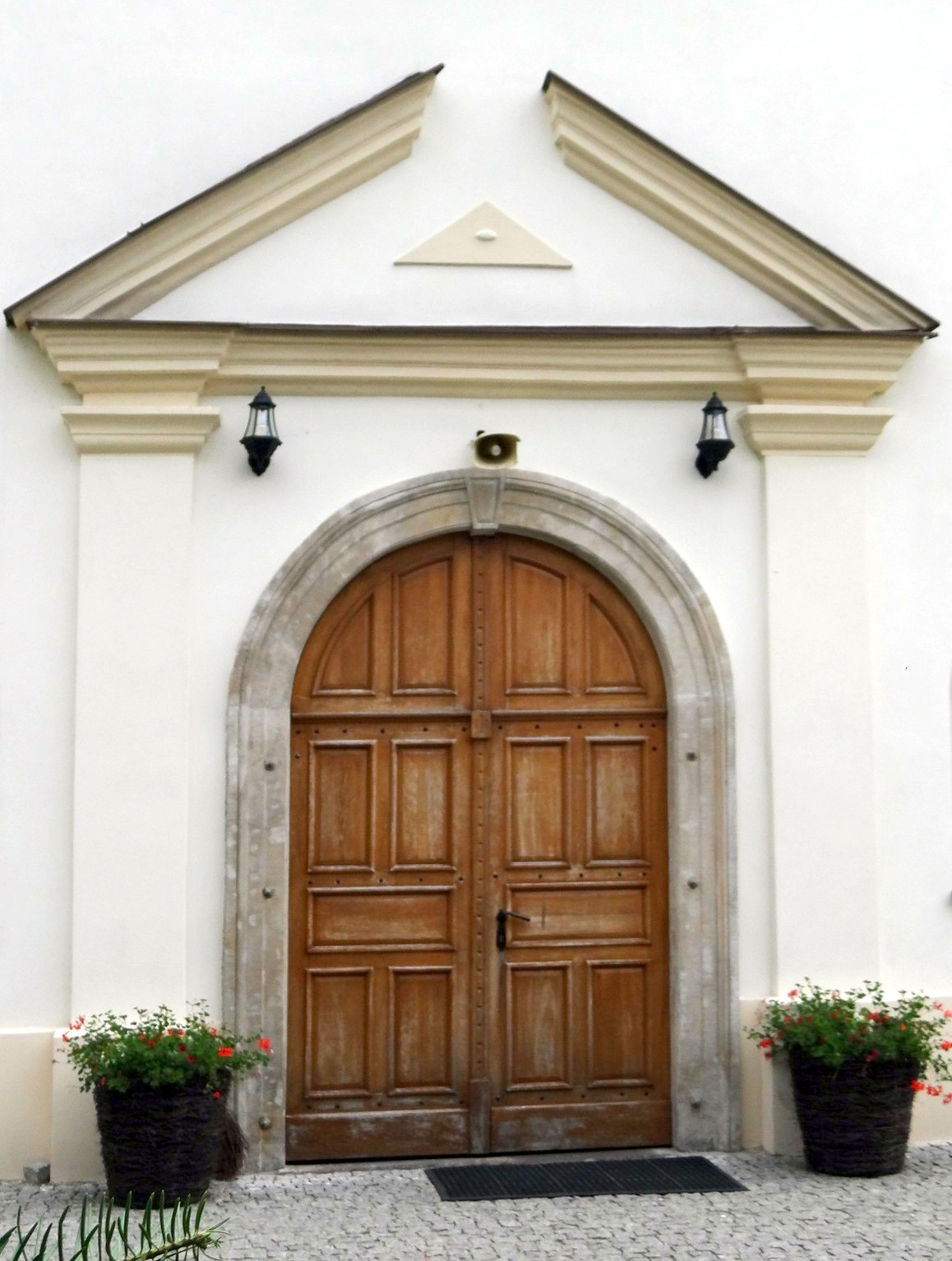
Wejście do świątyni
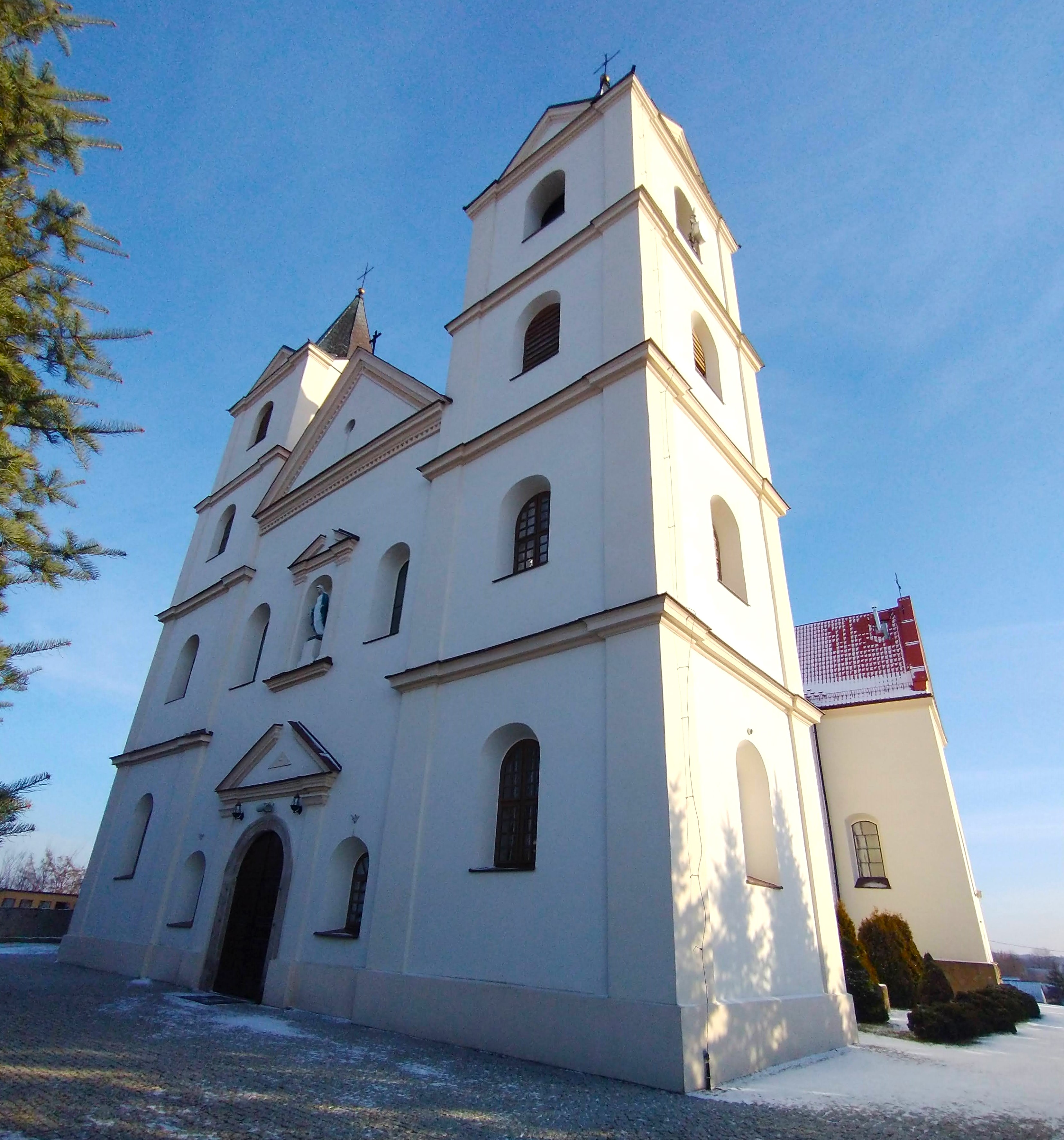
Fasada główna